# Rasga Bandera
Rasga Bandera är en ort i Mexiko.   Den ligger i kommunen Manlio Fabio Altamirano och delstaten Veracruz, i den sydöstra delen av landet, 300 km öster om huvudstaden Mexico City. Rasga Bandera ligger 37 meter över havet och antalet invånare är 136.
Terrängen runt Rasga Bandera är platt, och sluttar österut. Runt Rasga Bandera är det ganska glesbefolkat, med 39 invånare per kvadratkilometer. Närmaste större samhälle är Soledad de Doblado, 12,2 km väster om Rasga Bandera. Omgivningarna runt Rasga Bandera är en mosaik av jordbruksmark och naturlig växtlighet.